# Vlasovka slezová
Vlasovka slezová (Haemonchus contortus, anglická synonyma: large stomach worm, red stomach worm, barber’s pole worm) je celosvětově rozšířená gastrointestinální hlístice z čeledi Trichostrongylidae parazitující ve sliznici slezu ovcí a koz, výjimečně dalších přežvýkavců. Živí se krví definitivního hostitele. Vývoj je přímý, bez mezihostitele.

## Morfologie
Červi H. contortus jsou nitkovitého tvaru, samci měří 10–20 mm, samice 18–30 mm. Na předním konci je rudimentární ústní kapsula, jež obsahuje kyjovitý zub, pomocí něhož paraziti narušují cévy. Obě pohlaví mají v hlavovém konci vystupující cervikální papily. Samci mají silně vyvinutou bursu copulatrix. Spikuly samců (při kopulaci se zasouvají do pohlavního otvoru samiček) jsou krátké (0,460-0,506 mm), masivní a na konci nitkovité. Samice mají vulvu v kaudální části těla a je překryta chlopní. Vajíčka měří 70–85 x 41 μm a obsahují 16–32 blastomer.

## Význam a klinické příznaky
H. contortus patří mezi nejvíce patogenní hlístice ovcí a koz. Při masivních infekcích způsobuje úhyny jehňat a kůzlat. U chronických infekcí se projevuje anémií, edémy, zaostáváním v růstu, hubnutím.